# Чумак Віктор Іванович
Віктор Іванович Чумак (* 26 січня 1949, Сєвєродонецьк) — радянський футболіст.

## Життєпис
Перший тренер — Л. А. Шубін. У резерв сєвєродонецького «Хіміка» потрапив у 15 років. Згодом потрапив до «основи». В кінці 1971, на початку 1972 року провів декілька зустрічей у футболці «Зорі» (Ворошиловград). Уже тоді формувався той легендарний склад команди, який незабаром завоював союзне футбольне золото. Але отримав травму, і рік взагалі не грав у футбол. У 1973 році переїхав працювати із хмельницьким «Динамо» колишній наставник Йосип Лівшиць і запросив Чумака у Хмельницький. Навесні 1973 року поїхав на збори із хмельницькими динамівцями.
Від природи лівша з задатками дриблера мав неординарну техніку роботи з м'ячем, високу швидкість, а ще вміння так подавати кутові, що воротарям команд-суперників хмельничан було «несолодко»:
|  | Без удаваної скромності скажу, що був роботящим футболістом, додатково займався функціональною підготовкою поза тренуваннями. А в їх процесі почав напрацьовувати стрімкі проходи лівим флангом з подачею м'яча у чітко визначене місце в штрафній площі уявного суперника. Це був «трикутник» між дальніми кутами площі воріт, позначки та карного майданчика. Звідти мої партнери по «Динамо» мали загрожувати воротам. |

Провів три сезони за «Динамо». Потім виступав ще чотири роки у хмельницькій «Хвилі», пізніше «Поділлі». У 1980 році завершив кар'єру у Луцьку.